# مارکو آسمر
مارکو آسمر (استونیایی: Marko Asmer؛ زادهٔ ۳۰ ژوئیهٔ ۱۹۸۴) راننده خودروی مسابقه‌ای اهل استونی است.
وی در سال ۲۰۰۷ قهرمان فرمول ۳ بریتانیا و در سال ۲۰۰۳ نایب قهرمان جشنواره فرمول فورد شده است.